# Khambhát
Khambhát (gudžarátsky ખંભાત) je město v Gudžarátu, jednom z indických svazových států.  K roku 2011 v něm žilo přes třiaosmdesát tisíc obyvatel.

## Poloha
Khambhát leží na konci Khambhátského zálivu u ústí řeky Máhí. Od Ahmadábádu, největšího gudžarátského města, je vzdálen přibližně osmdesát kilometrů jižně, od Vádódary přibližně sedmdesát kilometrů západně.

## Dějiny
V roce 1304 dobyla Khambhát vojska Dillíského sultanátu. V letech 1407 až 1573 bylo město součástí Gudžarátského sultanátu, který byl za Akbara Velikého včleněn do Mughalské říše. V éře Britské Indie byl hlavním městem jednoho z knížecích států, Kambajského knížectví založeného v roce 1730.